# ابوالهول (فیلم ۱۹۸۱)
ابوالهول (انگلیسی: Sphinx) فیلمی به کارگردانی فرانکلین جی شافنر است که در سال ۱۹۸۱ منتشر شد. از بازیگران آن می‌توان به لسلی-آنه داون، فرانک لانگلا، جان گیلگد و جان ریس-دیویس اشاره کرد.
بهروز وثوقی نیز دراین فیلم نقش کوتاهی بازی میکند.